# アソティン郡 (ワシントン州)
アソティン郡（英: Asotin County）は、アメリカ合衆国ワシントン州の南東隅に位置する郡である。2010年国勢調査での人口は21,623人である郡庁所在地はアソティン（人口1,251人）であり、人口最大の都市はクラークストン（人口7,229人）である。郡名はネズ・パース族インディアンの言葉から採られており、「ウナギの小川」を意味している。隣接するアイダホ州ネズパース郡と共にルイストン都市圏を構成している。
アソティン郡は1883年10月27日にガーフィールド郡から分離して設立された。

## 政治
アソティン郡は概して共和党の地盤と考えられているが、特に州全体に及ぶ選挙では民主党に投票する傾向があることでも知られてきた。現在、郡を代表する議員は民主党員2人、共和党員1人になっている。
2004年アメリカ合衆国大統領選挙では、共和党候補のジョージ・W・ブッシュが60%を僅かに上回る得票率だった。ワシントン州39郡の中でブッシュが2000年の得票率よりも落とした11郡の1つになった。これと対照的に2000年の知事選で民主党員のゲーリー・ロックは60%近くを得たが、2004年の知事選は民主党員のクリスティーヌ・グレゴワールが41%を得ただけだった。
2004年の大統領選挙で総投票数の27%は法人化されたクラークスト市の有権者だったが、61%はクラークストン郊外の未編入領域住人のものだった（クラークストンハイツ34%、ウェストクラークストン12%、サウスクラークストン9%、スワローズネスト6%）。その他法人化都市アソティンの票は6%、その周辺の田園部4%、未編入町アナトーン周辺で2%となっていた。
選挙で最も競合する地域はクラークストンとその郊外である。2004年の民主党大統領候補ジョン・ケリーはクラークストンとウェストクラークストンの2つの投票地区では勝利した。ブッシュはウェストクラークストンの54%、クラークストンの55%、サウスクラークストンの57%を獲得した。しかしクラークストンハイツで64%、スワローズネストで67%とさらに大きな得票率だった。アソティンとアナトーンの周辺では2対1の差であり、アソティンの2つの投票地区の1つみが例外となった。
.

## 地理

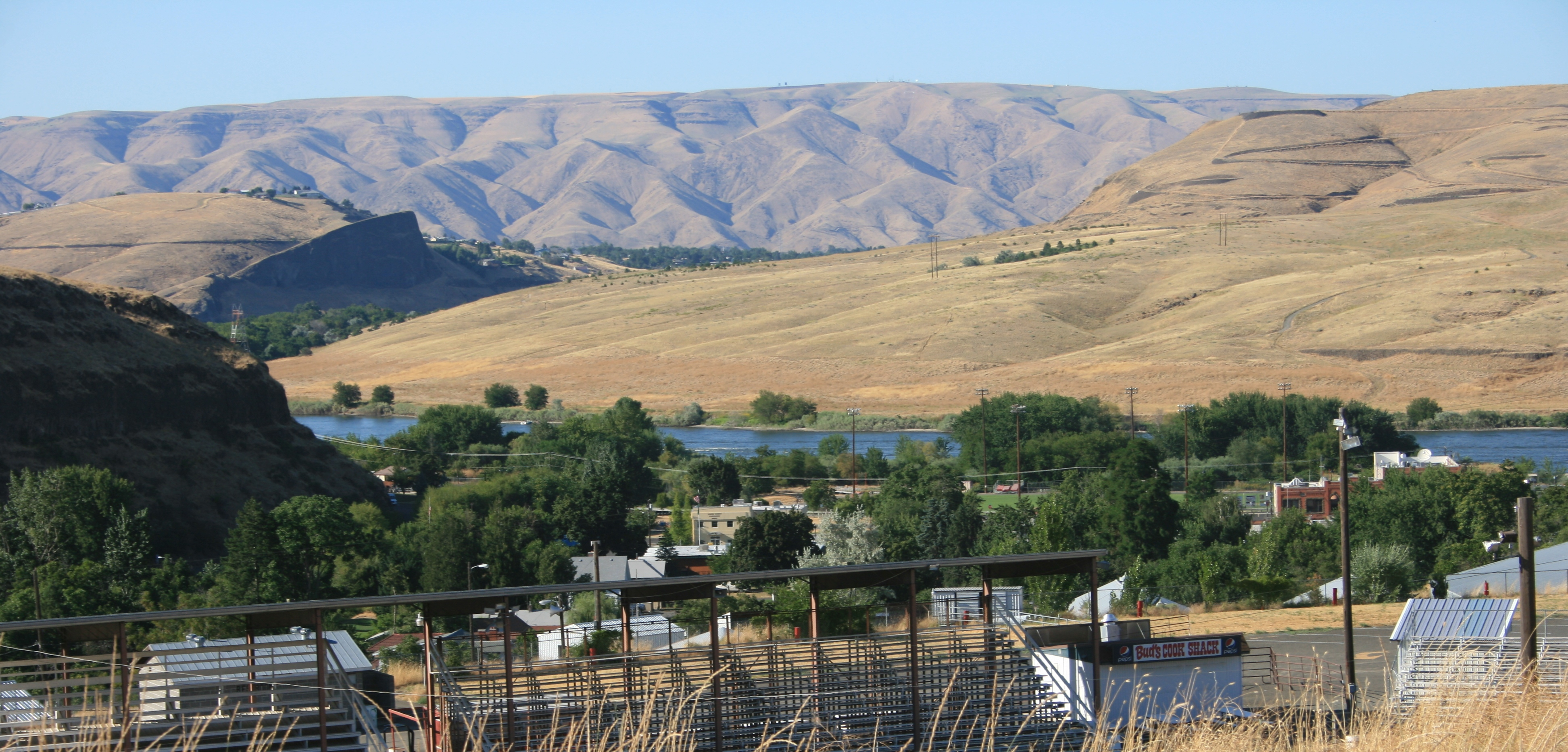
アソティン郡のパルース

アメリカ合衆国国勢調査局に拠れば、郡域全面積は641平方マイル (1,660.2 km2)であり、このうち陸地は635平方マイル (1,644.6 km2)、水域は5平方マイル (12.9 km2)で水域率は0.83%である。コロンビア川中流域にある広くうねったプレーリーのような地形であるパルースの中にある。

### 特徴的な地形と植生
- スネーク川
- ヤマヨモギ
- ジョセフ・キャニオン

### 主要高規格道路
- アメリカ国道12号線

### 隣接する郡
- ウィットマン郡 - 北
- ネズ・パース郡 (アイダホ州) - 東
- ワローワ郡 (オレゴン州) - 南
- ガーフィールド郡 - 西

### 国立保護地域
- ユマティラ国立の森（部分）

## 人口動態
以下は2000年の国勢調査による人口統計データである。
| 基礎データ - 人口: 20,551人 - 世帯数: 8,364 世帯 - 家族数: 5,654 家族 - 人口密度: 12人/km2（32人/mi2） - 住居数: 9,111軒 - 住居密度: 6軒/km2（14/mi2） 人種別人口構成 - 白人: 95.62% - アフリカン・アメリカン: 0.19% - ネイティブ・アメリカン: 1.27% - アジア人: 0.51% - 太平洋諸島系: 0.02% - その他の人種: 0.63% - 混血: 1.77% - ヒスパニック・ラテン系: 1.95% 先祖による構成 - ドイツ系：25.9% - イギリス系：12.4% - アイルランド系：11.9% - アメリカ人：11.0% 第一言語による構成 - 英語：97.9% - スペイン語：1.6% 年齢別人口構成 - 18歳未満: 25.5% - 18-24歳: 8.1% - 25-44歳: 26.1% - 45-64歳: 24.0% - 65歳以上: 16.3% - 年齢の中央値: 39歳 - 性比（女性100人あたり男性の人口） - 総人口: 91.1 - 18歳以上: 86.3 | 世帯と家族（対世帯数） - 18歳未満の子供がいる: 31.0% - 結婚・同居している夫婦: 51.4% - 未婚・離婚・死別女性が世帯主: 11.9% - 非家族世帯: 32.4% - 単身世帯: 27.0% - 65歳以上の老人1人暮らし: 11.7% - 平均構成人数 - 世帯: 2.42人 - 家族: 2.91人 収入と家計 - 収入の中央値 - 世帯: 33,524米ドル - 家族: 40,592米ドル - 性別 - 男性: 35,810米ドル - 女性: 22,218米ドル - 人口1人あたり収入: 17,748米ドル - 貧困線以下 - 対人口: 15.4% - 対家族数: 11.6% - 18歳未満: 22.7% - 65歳以上: 6.7% |

## 統計処理される自治体

### 都市
- アソティン（人口1,251人）
- クラークストン（人口7,229人）

### 国勢調査指定地域
- クラークストンハイツ・バインランド
- ウェストクラークストン・ハイランド

## その他の町
- アナトーン